# Teunz
Teunz è un comune tedesco di 1 997 abitanti, situato nel land della Baviera.